# St. James's
St James's è un quartiere al centro di Londra situato nella Città di Westminster. Essa confina a nord con Piccadilly Circus, ad ovest con Green Park, a sud con il The Mall e St James's Park e ad est con Haymarket.

## Storia
St James's era un tempo parte del Green Park e del St. James's Park. Nella seconda metà del XVII secolo, Carlo II diede la facoltà di sviluppare l'area a Henry Jermyn, Conte di St Albans, che vi creò un quartiere residenziale dedicato all'aristocrazia di Corte, incentrato su St James's Square. Nel 1855 la parrocchia della chiesa di San Giacomo (Piccadilly) divenne un soggetto di governo metropolitano.
Fino alla seconda guerra mondiale, St James's rimase una delle più esclusive enclavi residenziali di Londra. Fra le residenze più famose ivi ubicate si ricordano St James's Palace, Clarence House, Marlborough House, Lancaster House, Spencer House, Schomberg House e Bridgewater House. Oggi è diventata essenzialmente un'area commerciale di alto livello con canoni di affitto fra i più elevati di Londra e conseguentemente del mondo. Fra le sedi delle grandi aziende vi si trovano quelle di BP e Rio Tinto Group. La casa di aste Christie's ha sede a King Street, e le strade circostanti sono popolate da gallerie d'arte e negozi di antiquariato.
St James's è anche la sede dei più esclusivi club per uomini della città di Londra.

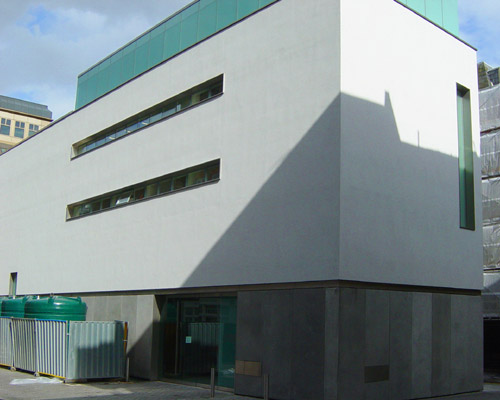
White Cube gallery in Mason's Yard, St James's

Nella zona esistono un notevole numero di gallerie d'arte di tutti i generi di pittura. La galleria White Cube, che espone opere di Damien Hirst e Tracey Emin, che era in precedenza a Duke Street, St James's, si è ora spostata a Hoxton Square. Nel settembre 2006, ha aperto una nuova succursale al 25–26 di Mason's Yard, ai confini con Duke Street, in un edificio che ospitava una cabina elettrica di trasformazione.

## Strade principali
- St James's Square, che conserva molti dei suoi edifici originali, oggi adibiti ad uffici. Qui ha sede la London Library.
- Jermyn Street, strada dei sarti per uomo e dei camiciai più esclusivi di Londra.
- Pall Mall, sede dei più esclusivi club maschili di Londra.
- Haymarket, un tempo nota come la strada della prostituzione, ospita due dei più importanti teatri di Londra, Haymarket Theatre e His Majesty's Theatre.
- Carlton House Terrace, fra le più esclusive case di Londra con vista su St James's Park.
- St James's Street che va da Piccadilly a St James's Palace.